# オッリ・ムストネン
オッリ・ムストネン（Olli Mustonen、 1967年6月7日 - ）は、フィンランドの指揮者、ピアニスト、作曲家である。オリ・ムストーネンや、オリ・ムストネンとも呼ばれる。

## 略歴
フィンランドのヴァンターに生まれる。5歳からピアノ、チェンバロ、作曲を学ぶが、7歳から本格的にピアノを学び始める。ピアノはラルフ・ゴトーニ、エーロ・ハイネノンに、作曲はエイノユハニ・ラウタヴァーラに師事する。15歳で、ヘルシンキのシベリウス・アカデミーで開かれる国際ピアノコンクールで2位に入賞し、1984年にジュネーヴで行われた青少年のためのピアノ・コンクールで1位を獲得する。ピアニストとして自身の個性的な解釈で国際的な評価を受ける。翌年の1985年、21歳の時にはフィンランドのヴァーサで行われた音楽祭の芸術監督を務めるなど若い時期から音楽家としてのキャリアを積む。楽譜を斜め脇において演奏するので少し変わっている。
1985年には、ヴァイオリニストのギドン・クレーメルが主宰するロッケンハウス音楽祭に出演、翌年の1986年にはスイスのルツェルン音楽祭やドイツのシュレースヴィヒ＝ホルシュタイン音楽祭などにも出演している。1987年にロンドンでデビューし、その後はクルト・ザンデルリンクの指揮とパリ管弦楽団との共演以降、世界的な演奏活動を積極的に行っている。
指揮者として、日本には2009年に来日してNHK交響楽団を指揮しているが、自作である『3つの神秘』(2002年)を指揮し、ベートーヴェンの『ピアノ協奏曲 ニ長調』のピアノと指揮の両方を担う（弾き振り）などその音楽的な才能を発揮している（第1646回の定期演奏会より。この他シベリウスの交響曲第6番と交響詩『フィンランディア』を指揮している）。
2017年、フィンランド独立100周年式典で、ソリストとしてヨーテボリ交響楽団と共演。
2019年、ドイツ・ハーナウ市のヒンデミット賞を受賞した。

## 作品
作曲家としても並行して活動しており、2曲のピアノ協奏曲や室内楽曲などの作品を多く作曲している。
- ピアノと管弦楽のための幻想曲
- 16匹の蛙が睡蓮の上で踊っている - チェロと管弦楽のための
- トッカータ - ピアノ、弦楽四重奏、コントラバスのための (1989)
- 3つの神秘 (2002)
- チェロとピアノのためのソナタ (2006)

など

## 録音
初期はフィリップスやデッカ・レーベルなどにレコーディングを行っていたが、現在はオンディーヌで行っている。

## 参考資料
- 『ムソルグスキー：展覧会の絵、チャイコフスキー：子供のアルバム、他』（本人演奏、デッカ・レコード）の解説書
- N響アワー：『マルチ音楽家ムストネン』より（2009年6月7日放送分）